# 舟入町停留場
舟入町停留場（ふないりまちていりゅうじょう、舟入町電停）は、広島県広島市中区河原町にある広島電鉄江波線の停留場である。駅番号はE01。

## 歴史
当停留場は1943年（昭和18年）、江波線が土橋停留場から舟入本町停留場までの区間で開通した際に舟入仲町停留場（ふないりなかまちていりゅうじょう）として開設された。ただ当時は太平洋戦争下であり、開設から2年後の1945年（昭和20年）2月には営業を休止、休止状態が解かれたのは江波線が原爆投下から復旧を果たした1947年（昭和22年）のことである。その後1952年（昭和27年）ころには舟入町停留場へと改称されている。

### 年表
- 1943年（昭和18年）12月26日：江波線の土橋 - 舟入本町間が開業[4]、同時に舟入仲町停留場として開業[2]。
- 1945年（昭和20年）2月1日：営業休止[2]。
- 1947年（昭和22年）11月1日：営業再開[2]。
- 1952年（昭和27年）頃：舟入町停留場に改称[2]。
- 2008年（平成20年）3月：ホームの延長工事が行われ、連接車両に対応した停留場となる。
- 2013年（平成25年）2月15日：9号線の運行が八丁堀から江波まで延長され、当停留場にも乗り入れる。

## 停留場構造
江波線の軌道は道路上に敷かれた併用軌道であり、当停留場も道路上にホームが設けられている。ホームは低床式で2面あり、南北方向に伸びる2本の線路を挟み込むように配されている。ただし互いのホーム位置は斜向かいにあり、北に土橋方面へ向かう上りホーム、南に江波方面へ向かう下りホームがある。ホームはいずれも連接車両に対応した長さを持つ。

### 運行系統
当停留場には広島電鉄で運行されている系統のうち、6号線、8号線、9号線が乗り入れる。
| 上りホーム | 6号線                 | 広島駅ゆき |
| 上りホーム | 8号線                 | 横川駅ゆき |
| 上りホーム | 9号線                 | 白島ゆき   |
| 下りホーム | 6号線 · 8号線 · 9号線 | 江波ゆき   |

## 停留場周辺
付近はおおむね住宅街である。西に少し歩いたところに天満川が流れ、東に少し歩いたところには旧太田川（本川）が流れている。北側に歩くと平和大通りに出る。
- 広島市文化交流会館[5]（旧・広島厚生年金会館）
- アステールプラザ
- 広島市立神崎小学校
- 河原町公園
- 舟入第一公園

## 隣の停留場
広島電鉄
江波線
土橋停留場 (M12) - 舟入町停留場 (E01) - 舟入本町停留場 (E02)
- 1947年（昭和22年）までは隣の土橋停留場との間に上舟入停留場が存在した。